# Campionato mondiale di hockey su ghiaccio 2010
Il Campionato mondiale di hockey su ghiaccio 2010 è stata la 74ª edizione del massimo campionato di hockey su ghiaccio per nazionali organizzato dalla IIHF.

## I tornei

### Campionato mondiale di hockey su ghiaccio maschile
Il 74° Campionato mondiale di hockey su ghiaccio maschile di gruppo A si è tenuto dal 7 al 23 maggio a Colonia, Mannheim e a Gelsenkirchen, in Germania..
I tornei delle divisioni inferiori si sono tenuti nelle date e nei luoghi seguenti:
- Prima divisione:
  - Gruppo A: 19-25 aprile a Tilburg, Paesi Bassi
  - Gruppo B: 17-23 aprile a Lubiana, Slovenia
- Seconda divisione:
  - Gruppo A: 11-17 aprile a Città del Messico, Messico
  - Gruppo B: 10-16 aprile a Narva, Estonia
- Terza divisione:
  - Gruppo A: 14-17 aprile a Kockelscheuer, Lussemburgo
  - Gruppo B: 15-18 aprile a Erevan, Armenia

### Campionato mondiale di hockey su ghiaccio femminile
Non si è disputato il Campionato mondiale di hockey su ghiaccio femminile a causa della concomitanza con il Torneo femminile di hockey su ghiaccio in occasione dei XXI Giochi olimpici invernali svoltisi a Vancouver, in Canada..

### Campionato mondiale di hockey su ghiaccio U-20 maschile
Il 34° Campionato mondiale di hockey su ghiaccio U20 maschile di gruppo A si è svolto dal 26 dicembre al 5 gennaio a Saskatoon e a Regina, in Canada.
Le divisioni inferiori si sono disputate nelle date e nei luoghi seguenti:
- Prima divisione:
  - Gruppo A: 14-20 dicembre 2009 a Megève e Saint-Gervais-les-Bains, Francia
  - Gruppo B: 14-20 dicembre 2009 a Danzica, Polonia
- Seconda divisione:
  - Gruppo A: 13-19 dicembre 2009 a Debrecen, Ungheria
  - Gruppo B: 12-18 dicembre 2009 a Narva, Estonia
- Terza divisione: 4-10 gennaio a Istanbul, Turchia

### Campionato mondiale di hockey su ghiaccio U-18 maschile
Il 12° Campionato mondiale di hockey su ghiaccio U18 maschile di gruppo A si è svolto dal 13 al 23 aprile a Minsk e Babrujsk, in Bielorussia.
Le divisioni inferiori si sono disputate nelle date e nei luoghi seguenti:
- Prima divisione:
  - Gruppo A: 12-18 aprile a Herning, Danimarca
  - Gruppo B: 13-17 aprile a Krynica, Polonia
- Seconda divisione:
  - Gruppo A: 13-19 marzo a Narva, Estonia
  - Gruppo B: 22-28 marzo a Kiev, Ucraina
- Terza divisione:
  - Gruppo A: 8-14 marzo a Erzurum, Turchia
  - Gruppo B: 14-20 marzo a Monterrey, Messico

### Campionato mondiale di hockey su ghiaccio U-18 femminile
Il 3° Campionato mondiale di hockey su ghiaccio U18 femminile di gruppo A si è tenuto dal 27 marzo al 3 aprile a Chicago, negli Stati Uniti.
La divisione inferiore si è disputata nelle date e nei luoghi seguenti:
- Prima divisione: 3-9 aprile a Piešťany, Slovacchia